# 馬追い運動
馬追い運動(うまおいうんどう)は、北海道十勝管内音更町の、家畜改良センター十勝牧場で、1月から2月頃まで行われている、農耕馬の運動である。

## 概要
冬期間の馬は、厩舎やパドックでの飼育となり、運動不足になりがちになるため、冬季間の体力・筋力を増強して健康な馬体を維持するとともに、妊娠馬については胎子の過大による難産防止、育成馬については強健な体づくりをするために実施されている。1日に1周約800メートルの運動場を3周程度、速歩で運動する。雌馬は4群、雄馬は１群に分け、その内、毎日、3、4群ずつの運動となる（１群15～20分）。
馬追い運動は、1月中旬頃から2月末頃まで一般公開されている。なお、口蹄疫侵入防止のため、家畜管理エリアに近づく車輌は、消毒が必要となる。